# 真野零
真野零（日语：／ Mano Shizuku，1996年11月13日—），日本寫真偶像。於愛知縣出身。

## 生平

### 寫真偶像出道
2007年6月1日，她推出寫真DVD《光之零》（ひかりのしずく），於當中以身穿細小泳衣的姿態登場。後來，因心交社負責人被捕一事影響，而延期開售的寫真DVD《Sugar Drop》於12月11日公開，news.akiba.com形容她在這部作品所穿着的泳衣为「过激」。
2009年1月30日，她跟立花風香合拍的寫真DVD《零風》（しず風）開售，她拍攝過後認為立花跟自己「很合得上來」。

### 結成組合
同年春天，她跟立花結成同名偶像組合「零風」（しず風）。6月26日，她以身穿校服、體育服、比基尼的姿態進行拍攝的寫真DVD《零零零 你好》（しずくずっく こんにちは！）開售。同年她亦跟立花再度合作，一起在寫真DVD《零風 2》（しず風２）中亮相。次年11月，她推出寫真DVD《零零零》（すくすくずっく）。
2011年8月25日，她的寫真DVD《秘密的零》（ないしょのずっく）面世，這部作品長77分鐘。 11月22日，她跟「零風」的成員一起在Tower Record濱谷店的活動中登場，一起唱出〈Do You Remember Rock'N' Roll Radio?〉等歌曲。12月18日，由於真野要應考高中試，故此「零風」暫停活動。12月24日，她在巴厘岛拍攝的寫真DVD《太陽下的零》（たいようのしずく）開售，當中收錄了她身穿水手服、校園泳裝、體育服的場景。
2012年2月26日，「零風」再度開始活動，參選「第一屆偶像橫丁杯！！」（第1回 アイドル横丁杯!!）。3月25日，她的寫真DVD《走吧！為了零的未來》（はばたけっ！ずっくの未来へ）正式公開，並表示自己在這部作品中最喜歡模仿特攝片進行變身的場景。同年，零風跟另一個偶像組合「絆」結成「零風 & 絆」組合。在組成「零風 & 絆」後的接下來2年，她們亦在每年一度的〈T-Palette感謝祭〉上出演。
2015年1月17日，她跟「零風 & 絆」的其他成員一起於愛知縣參加「一日店長活動」。8月，她們出席了東京偶像節。9月23日，「零風 & 絆」因有成員出現健康問題，而在相討後決定全員畢業，她在出席告別演唱會時表示，有關經歷「為自己的人生留下珍貴回憶」。2016年12月，由於 「零風 & 絆」舉辦了一日限定復活活動，故此她亦於當中登場。

## 外部連結
- Allcinema上真野零 （页面存档备份，存于）的資料